# 국립 고고학 박물관 (스페인)
국립 고고학 박물관(스페인어: Museo Arqueológico Nacional)은 스페인 마드리드 콜론 광장에 있는 국립박물관이다. 스페인 국립도서관과 같은 건물을 사용하고 있다. 1871년 개관하였다.
매주 월요일과 일부 공휴일에는 휴관하며, 일요일에는 3시까지만 개관한다. 마드리드 지하철 4호선의 세라노 역에서 걸어서 3분이면 도착할 수 있다.

## 역사
1867년 이사벨라 2세 여왕의 칙령으로 스페인 왕가에서 수집해온 화폐, 민속, 고고학, 장식 예술품들을 보관하는 곳으로 처음 설립되었다. 원래는 마드리드의 엠바하도레스 지구에 위치해 있었다.
이후 스페인 건축가 프란시스코 하레뇨가 신고전주의 양식으로 꾸며진 지금의 건물을 설계하여, 1886년부터 공사에 들어가 크리스토퍼 콜럼버스의 신대륙 발견 400주년이 되던 1892년에 완공하였다. 1895년에는 모든 소장품 이전을 완료하였다. 1968년 대규모 확장 공사를 거쳐 지금의 거대한 규모가 되었으며, 최근에는 2008년 개보수 공사로 한차례 폐쇄되어 2014년 4월에 재개관하였다.
재개관 이후에는 장식 예술품보다는 고고학 유물 전시에 좀 더 초점을 맞추게 되었다. 일례로 2015년 12월에는 카나리아 제도에서 발견된 선사시대 여성의 미라가 공개 전시되기 시작하였다.

## 소장품
스페인 국립고고학박물관의 소장품은 선사시대부터 근대 초까지 이베리아반도의 역사를 총망라하고 있다. 하지만 스페인 말고도 외국 유물들을 전시하고 있다. 그 중에서 가장 큰 비율을 차지하는 것은 고대 그리스의 것으로, 그리스의 각 도시국가는 물론 그리스의 식민지였던 마그나 그라이키아에서 출토된 유물도 있다. 이보다는 적은 규모지만 고대 이집트의 유물도 소장하고 있으며 근동에서 출토된 유물도 소수 존재한다.
| 선사시대 - 알타미라 동굴 내부 - 엘체의 여인상 - 바사의 여인상 - 갈레라의 여인상 - 세로데로스산토스의 여인상 - 발라소테의 비체상 - 오수나의 황소상 - 포소 모로의 묘 - 아고스트의 스핑크스 | 고대 로마와 서고트 - 렉스 우르소넨시스 - 과라사르의 보물 중세 - 페르디난드 산차 십자고상 알안달루스 - 사모라의 함 - 알람브라 도자기 |

## 갤러리

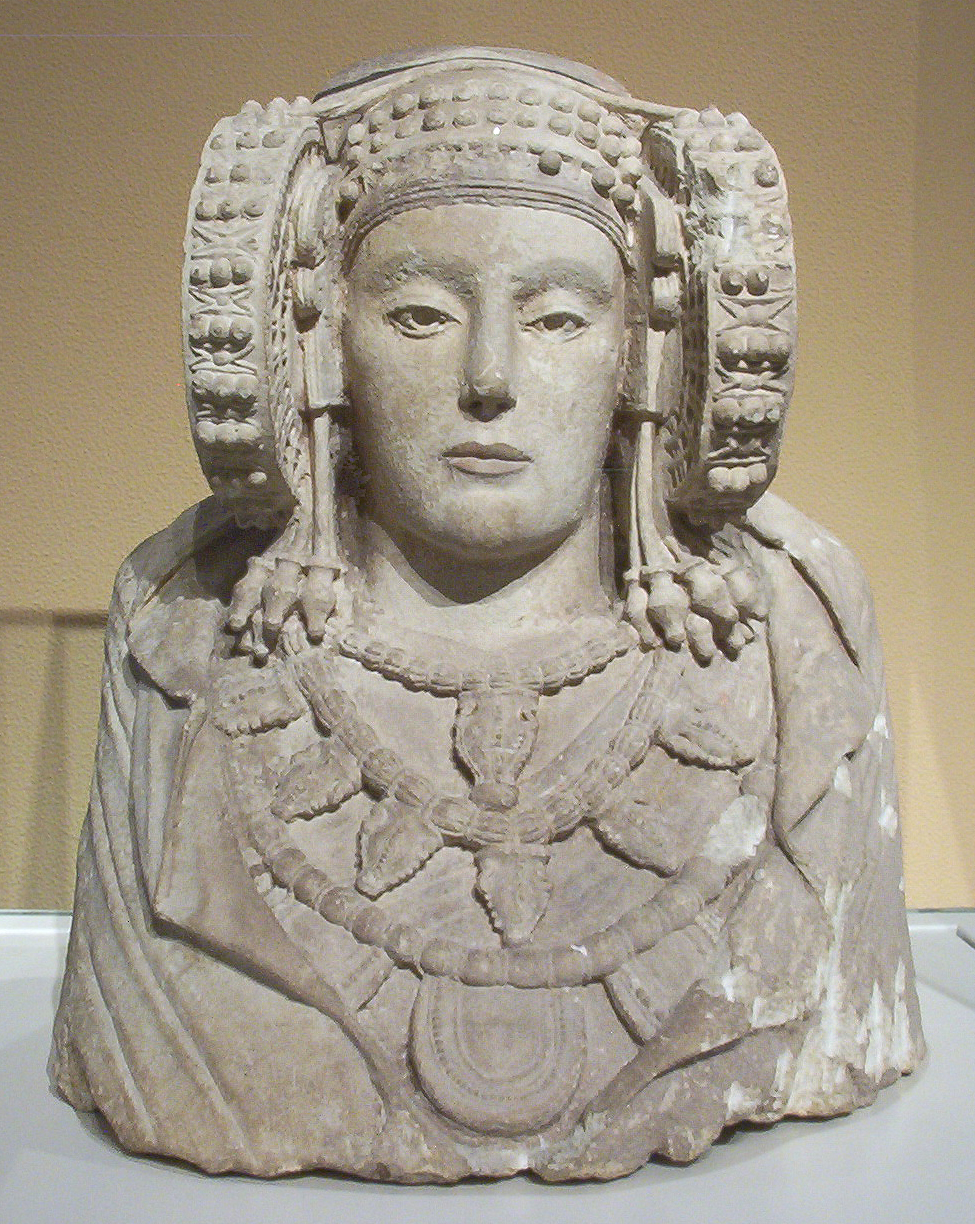
엘체의 여인상
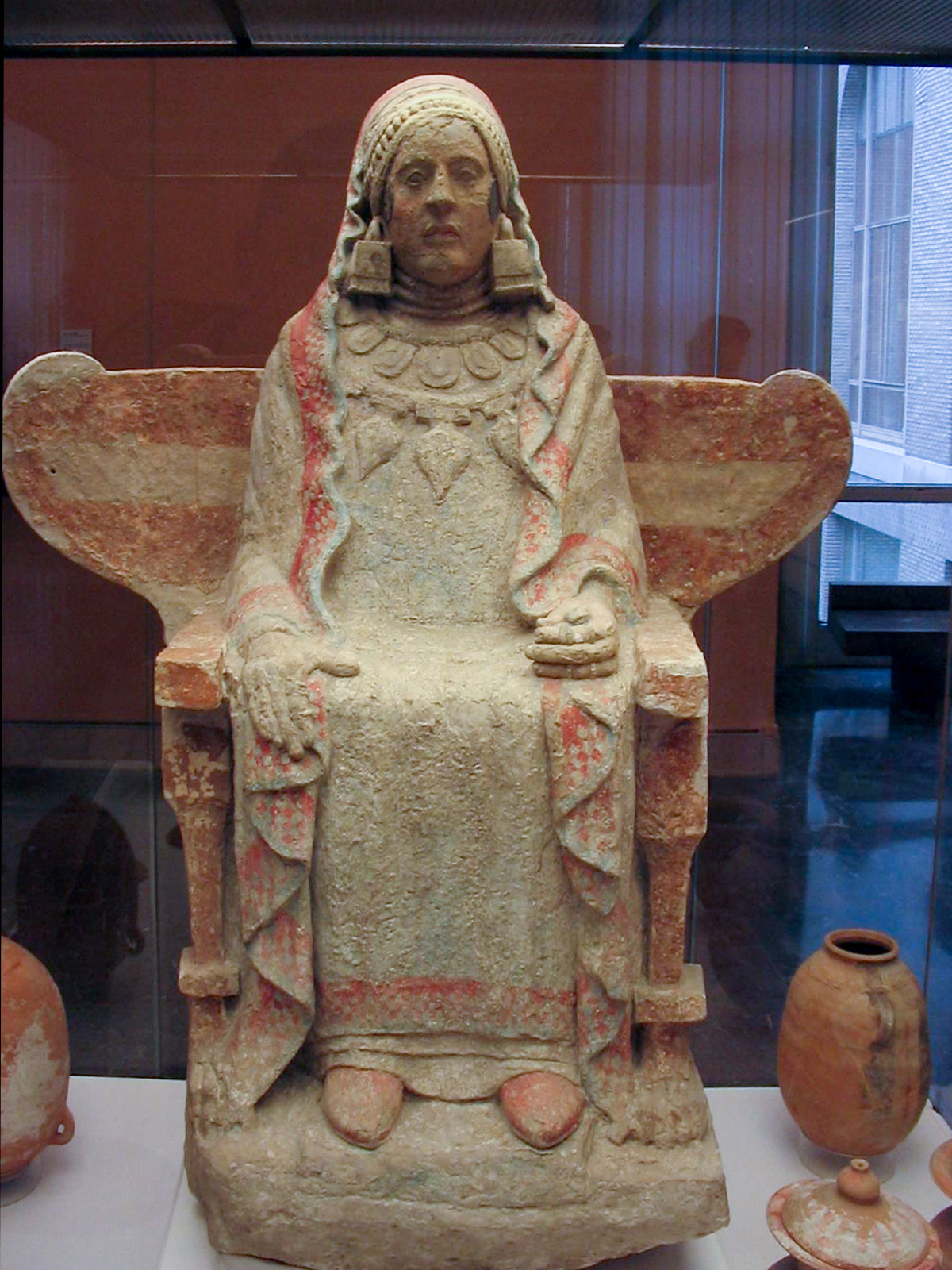
바사 여인상
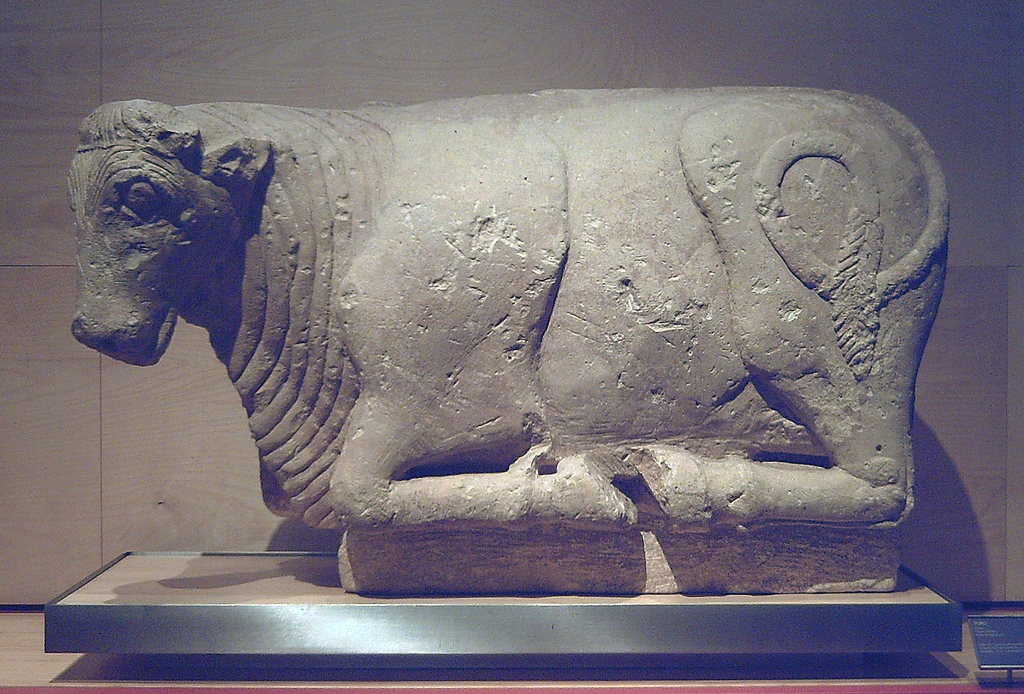
오수나의 황소상
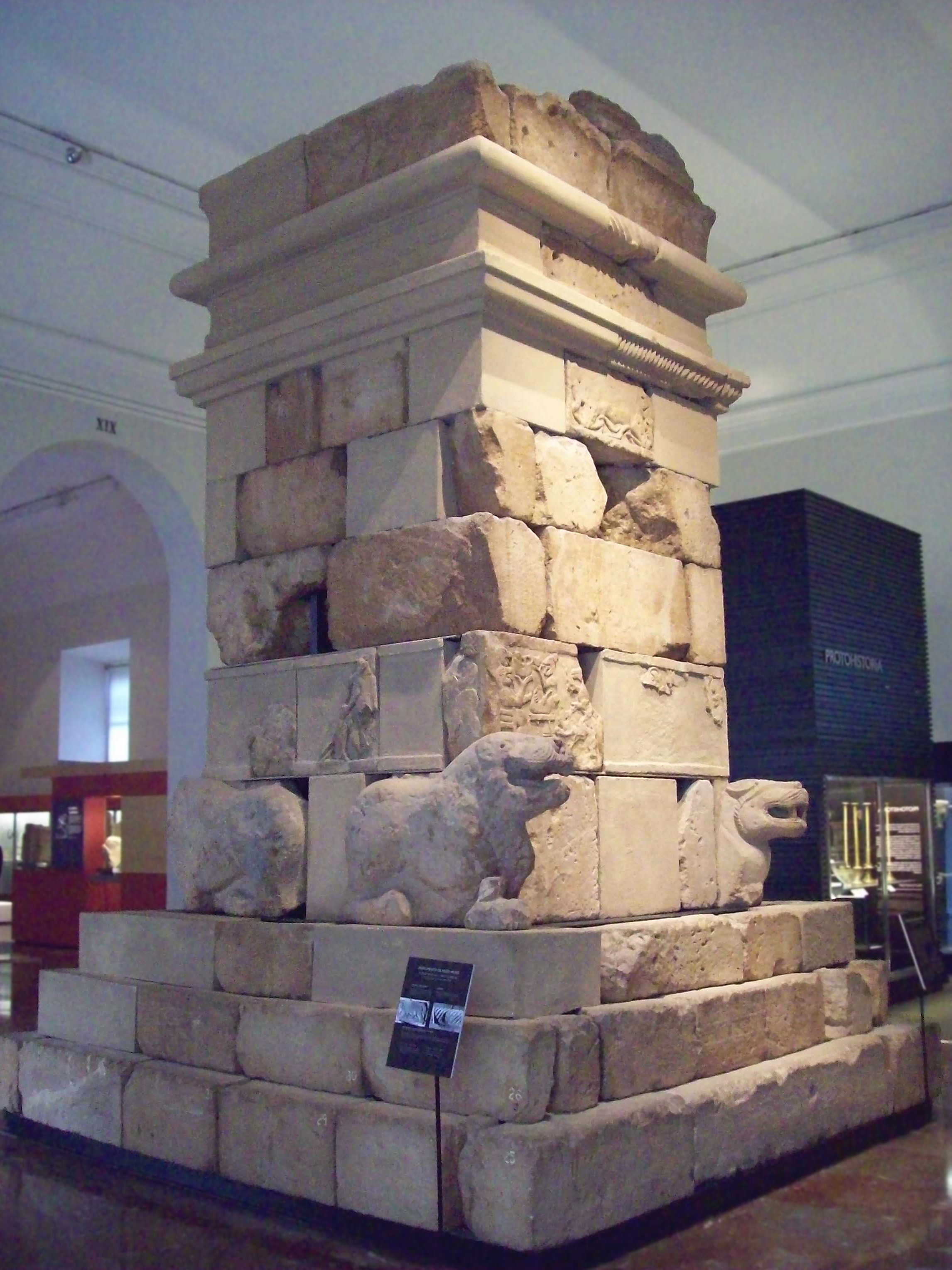
포소 모로의 묘
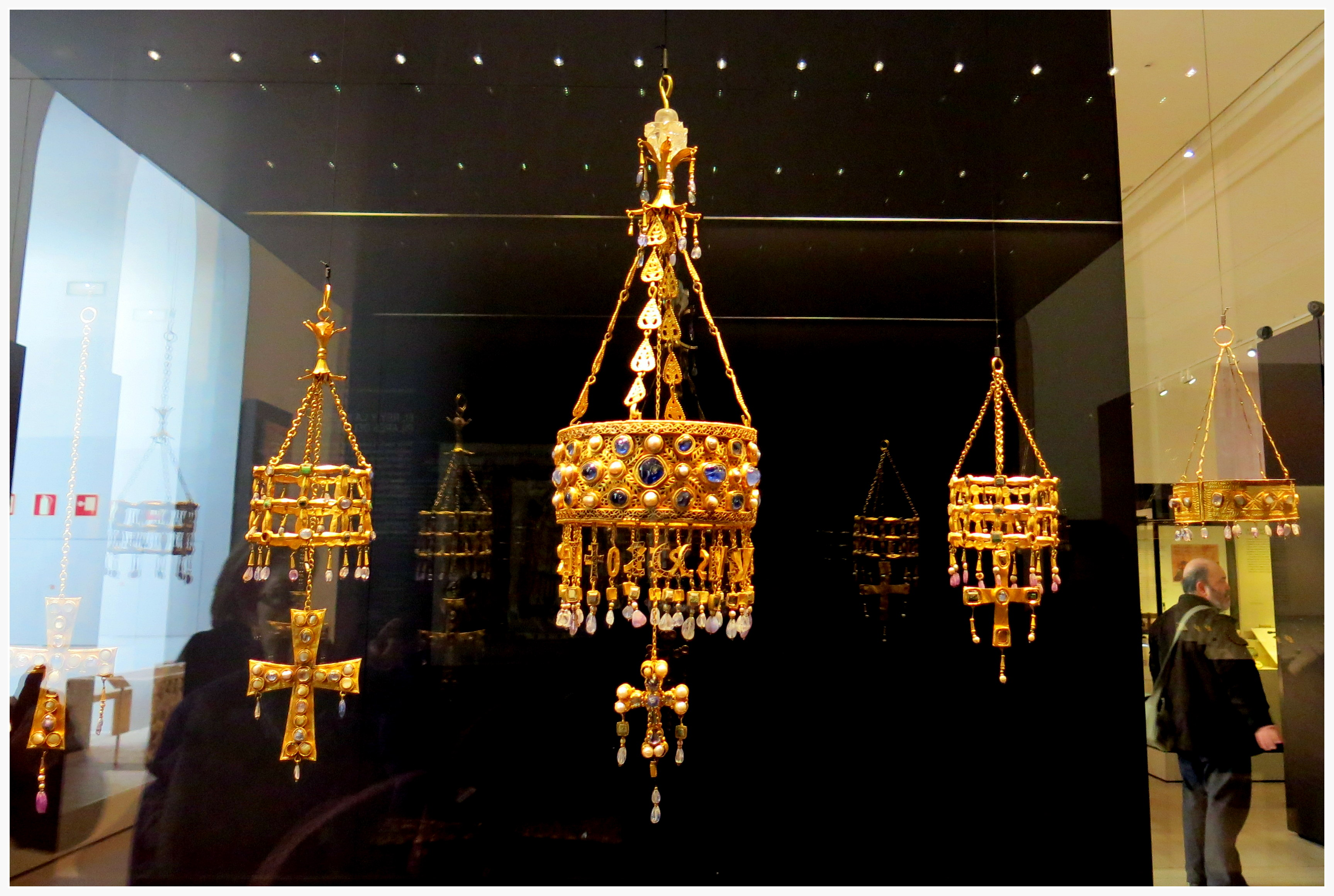
과라사르의 보물
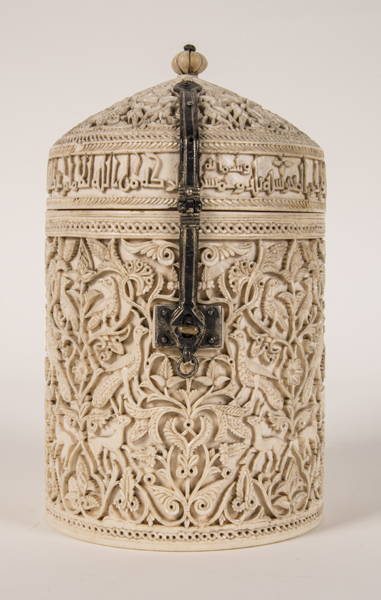
사모라의 함
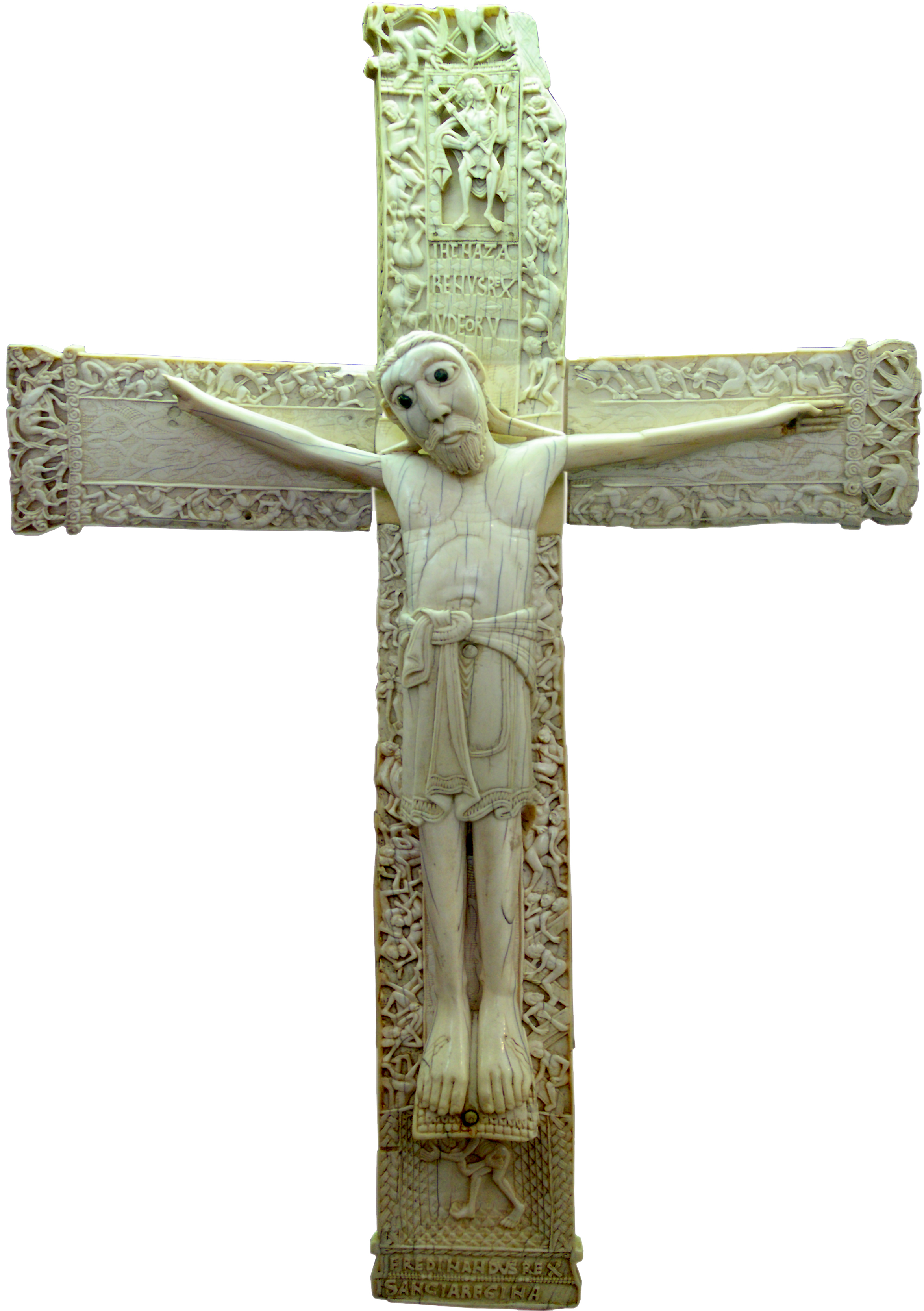
페르디난드 산차 십자고상
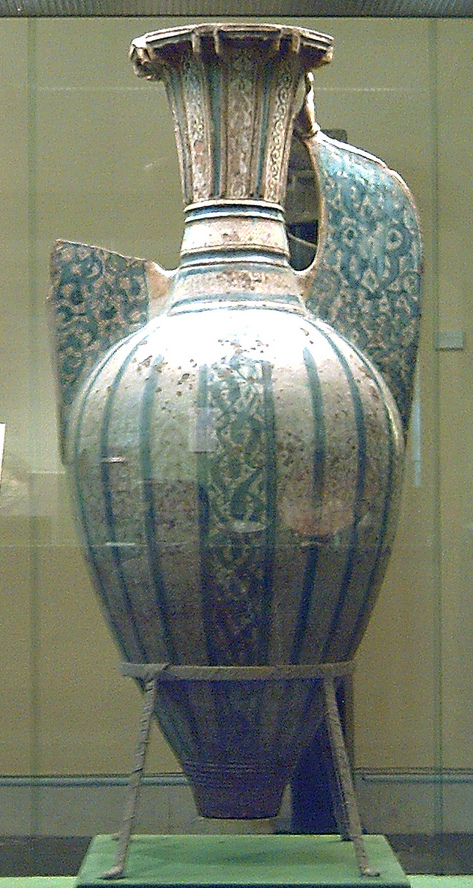
알함브라 궁전의 도자기